# Ivan Osiier
Ivan Joseph Martin Osiier, né le 16 décembre 1888 et mort le 23 décembre 1965 à Copenhague, est un escrimeur danois. Escrimeur polyvalent, il maîtrise les trois armes, obtenant un grand nombre de médailles au fleuret et au sabre. C'est pourtant dans la troisième arme, l'épée, qu'il gagne une médaille d'argent, en individuel aux Jeux olympiques de 1912 à Stockholm.

## Carrière

### En championnat national
Aux championnats du Danemark, Osiier cumule vingt-cinq titres aux trois armes. Dix au fleuret, dix au sabre, cinq à l'épée (1915 à 1917, 1927, 1928). De surcroît, il s'impose aux championnats de Scandinavie à treize reprises, six fois au fleuret, six fois également au sabre et une seule fois à l'épée.

### Aux Jeux olympiques
Sur une période de quarante ans, Osiier participe à sept Jeux olympiques, entre 1908 et 1948. 
Pour ses premiers Jeux olympiques, il atteint le deuxième tour de poules et se classe 18e de la compétition d'épée individuelle. L'équipe nationale est battue par la France et la Grande-Bretagne. Fort de cette expérience, il revient en 1912 à Stockholm, où il s'avère le seul capable de contrer l'hégémonie belge. Qualifié aisément pour la poule finale (il termine premier des trois premiers tours de poule), il signe cinq victoires et deux défaites, échouant à la seconde place entre Paul Anspach et Philippe le Hardy de Beaulieu. L'épreuve par équipe est remportée par la Belgique, le Danemark se classe cinquième. Au cours de ces Jeux de 1912, il participe aussi au fleuret, en individuel, et au sabre par équipes.
Après l'annulation des Jeux olympiques d'été de 1916, due au déclenchement de la Première Guerre mondiale, Osiier est présent aux Jeux de 1920 à Anvers et aux Jeux de 1924, deux éditions qui le voient prendre part à toutes les compétitions d'escrime, aux trois armes, mais sans succès, tandis qu'en 1924 son épouse Ellen Osiier triomphe à l'épée individuelle. Les Jeux de 1928 d'Amsterdam sont anecdotiques pour le vétéran danois, loin du compte dans les cinq épreuves auxquelles il prend part. Il connaît un certain renouveau aux Jeux de 1932 à Los Angeles, quatrième au fleuret par équipes, cinquième au sabre et à l'épée par équipes. De confession juive, il se montre naturellement hostile au régime nazi, et en conséquence boycotte les Jeux de 1936 à Berlin en signe de protestation. Après la Seconde Guerre mondiale, Osiier boucle sa boucle olympique en retournant à Londres pour les Jeux de 1948, à l'âge de 59 ans, sa septième compétition olympique, au fleuret et au sabre par équipes. Après sa retraite, Osiier dirige la fédération danoise d'escrime.

## Vie privée
Il est l'époux d'Ellen Osiier, qui est aussi une escrimeuse médaillée olympique.